# 臺中市私立明德高級中學
臺中市明德高級中學（英語：Ming-Der Senior High School），全銜為明德學校財團法人臺中市明德高級中學，簡稱明德高中，是位於臺中市南區的一所私立中等學校。

## 歷史
- 1953年，創校「私立明德商業職業補習學校」
- 1958年，遷校於現址，並改制為「私立明德商業職業學校」，招收日夜間部學生。
- 1971年，因九年國民教育停招初級部，改制為「臺中市私立明德高級商業職業學校」。
- 1982年，增設幼保等科，改名為「臺中市私立明德高級家事商業職業學校」。
- 1989年，停止招收男生。
- 1996年，改制綜合高中。
- 1997年，改制為「臺中市私立明德女子高級中學」，停招高職部（隔年復招）。
- 1998年，增招國中部，成為完全中學。
- 1999年，增設多媒體動畫科及觀光事業科。
- 2014年，恢復招收男生，更名為「明德學校財團法人臺中市明德高級中學」[1]。
- 2020年，增設國小部。

## 傑出校友
- 李千那：台灣女歌手、演員
- 唐可玄：台灣女藝人
- 劉香慈：台灣女演員 代表作品:新兵日記

## 外部連結
- 明德中學 （页面存档备份，存于）
- 维基共享资源上的相關多媒體資源：臺中市私立明德高級中學